# Мурсяково
Мурся́ково (рос. Мурсяково, башк. Мөрсәк) — присілок у складі Кармаскалинського району Башкортостану, Росія. Входить до складу Єфремкинської сільської ради.
Населення — 77 осіб (2010; 99 в 2002).
Національний склад:
- башкири — 97 %